# Nature Valley International 2019 - Qualificazioni singolare maschile
Le qualificazioni del singolare maschile del Nature Valley International 2019 sono state un torneo di tennis preliminare per accedere alla fase finale della manifestazione. I vincitori dell'ultimo turno sono entrati di diritto nel tabellone principale. In caso di ritiro di uno o più giocatori aventi diritto a questi sono subentrati i lucky loser, ossia i giocatori che hanno perso nell'ultimo turno ma che avevano una classifica più alta rispetto agli altri partecipanti che avevano comunque perso nel turno finale.

## Teste di serie
1. Juan Ignacio Londero (ultimo turno, lucky loser)
2. Denis Kudla (ultimo turno, lucky loser)
3. Andrey Rublev (ultimo turno)
4. Alexander Bublik (ultimo turno)

1. Lloyd Harris (primo turno)
2. Tennys Sandgren (qualificato)
3. Thomas Fabbiano (qualificato)
4. Denis Istomin (primo turno)

## Qualificati
1. Thomas Fabbiano
2. James Ward

1. Paul Jubb
2. Tennys Sandgren

### Lucky loser
1. Juan Ignacio Londero

1. Denis Kudla

## Tabellone

### Legenda
| - Q = Qualificato - WC = Wild card - LL = Lucky loser | - ALT = Alternate - SE = Special Exempt - PR = Protected Ranking | - w/o = Walkover - r = Ritirato - d = Squalificato |

### Sezione 1
|  | Primo turno | Primo turno          | Primo turno          | Primo turno | Primo turno |  |  | Ultimo turno | Ultimo turno         | Ultimo turno         | Ultimo turno | Ultimo turno |  |
|  |             |                      |                      |             |             |  |  |              |                      |                      |              |              |  |
|  | 1           | Juan Ignacio Londero | Juan Ignacio Londero | 6           | 6           |  |  |              |                      |                      |              |              |  |
|  |             | Guido Andreozzi      | Guido Andreozzi      | 3           | 4           |  |  | 1            | Juan Ignacio Londero | Juan Ignacio Londero | 5            | 4            |  |
|  | Alt         | Kenny de Schepper    | 6                    | 3           | 64          |  |  | 7            | Thomas Fabbiano      | Thomas Fabbiano      | 7            | 6            |  |
|  | 7           | Thomas Fabbiano      | 2                    | 6           | 7           |  |  |              |                      |                      |              |              |  |

### Sezione 2
|  | Primo turno | Primo turno  | Primo turno  | Primo turno | Primo turno |  |  | Ultimo turno | Ultimo turno | Ultimo turno | Ultimo turno | Ultimo turno |  |
|  |             |              |              |             |             |  |  |              |              |              |              |              |  |
|  | 2           | Denis Kudla  | Denis Kudla  | 6           | 7           |  |  |              |              |              |              |              |  |
|  |             | Daniel Masur | Daniel Masur | 3           | 5           |  |  | 2            | Denis Kudla  | Denis Kudla  | 3            | 2            |  |
|  | WC          | James Ward   | 4            | 7           | 6           |  |  | WC           | James Ward   | James Ward   | 6            | 6            |  |
|  | 5           | Lloyd Harris | 6            | 67          | 4           |  |  |              |              |              |              |              |  |

### Sezione 3
|  | Primo turno | Primo turno   | Primo turno | Primo turno | Primo turno |  |  | Ultimo turno | Ultimo turno  | Ultimo turno | Ultimo turno | Ultimo turno |  |
|  |             |               |             |             |             |  |  |              |               |              |              |              |  |
|  | 3           | Andrey Rublev | 7           | 6(1)        | 6           |  |  |              |               |              |              |              |  |
|  |             | Max Purcell   | 5           | 7           | 3           |  |  | 3            | Andrey Rublev | 6            | 3            | 2            |  |
|  | WC          | Paul Jubb     | 6           | 5           | 7           |  |  | WC           | Paul Jubb     | 4            | 6            | 6            |  |
|  | 8           | Denis Istomin | 2           | 7           | 6           |  |  |              |               |              |              |              |  |

### Sezione 4
|  | Primo turno | Primo turno          | Primo turno          | Primo turno | Primo turno |  |  | Ultimo turno | Ultimo turno     | Ultimo turno | Ultimo turno | Ultimo turno |  |
|  |             |                      |                      |             |             |  |  |              |                  |              |              |              |  |
|  | 4           | Alexander Bublik     | 4                    | 6           | 6           |  |  |              |                  |              |              |              |  |
|  |             | Steven Diez          | 6                    | 0           | 3           |  |  | 4            | Alexander Bublik | 6            | 4            | 3            |  |
|  |             | Thai-Son Kwiatkowski | Thai-Son Kwiatkowski | 4           | 1           |  |  | 6            | Tennys Sandgren  | 4            | 6            | 6            |  |
|  | 6           | Tennys Sandgren      | Tennys Sandgren      | 6           | 6           |  |  |              |                  |              |              |              |  |